# Gobea
Gobea è un comune (corregimiento) della Repubblica di Panama situato nel distretto di Donoso, provincia di Colón. Si estende su una superficie di 52,1 km² e conta una popolazione di 794 abitanti (censimento 2010).